# Paprocice
Paprocice – wieś w Polsce położona w województwie świętokrzyskim, w powiecie kieleckim, w gminie Nowa Słupia.
Były wsią benedyktynów świętokrzyskich w województwie sandomierskim w ostatniej ćwierci XVI wieku. W latach 1975–1998 miejscowość administracyjnie należała do województwa kieleckiego.
| SIMC    | Nazwa     | Rodzaj    |
| ------- | --------- | --------- |
| 0255540 | Pod Lasem | część wsi |

Przez miejscowość przebiega droga wojewódzka nr 756.
Przez wieś przebiega  Główny Szlak Świętokrzyski im. Edmunda Massalskiego z Gołoszyc do Kuźniaków.
Paprocice mają powierzchnię 168,7 ha. We wsi znajduje się szkoła podstawowa, gimnazjum oraz kaplica, której patronem jest św. Adam Chmielowski.

## Historia
Paprocice w roku 1580 nazywano Paproczka Wola, w roku 1584 pisano o Woli Paprockiej, od 1662 przyjęła się nazwa Paprocice.
W roku 1580 Tomasz Polanowski, opat konwentu świętokrzyskiego, pragnąc zwiększyć dochodowość dóbr, zezwolił Bartoszowi Paprockiemu ulokować wieś, która nazywać się miała Paprocka Wola. Miała się ona znaleźć w lesie, po wycięciu i wykarczowaniu drzew i krzewów, w miejscu zwanym Mostki, nad strugami Mostki oraz Mostkowy Strumień (obecnie Słupianka). Nadanie miało miejsce w Klasztorze Świętokrzyskim na Łysej Górze 19 grudnia 1580 roku. Obecni przy tym byli szlachcice: Wojciech Gromacki, Jan Suchorabski, Marcin Otwinowski, Krzysztof Maglowski, pisarz opata i kommendarz słupski. Bartosz Paprocki uzyskał ją z prawem dziedzicznym i pełną swobodą dysponowania przez 100 lat, po których opactwo miało prawo wykupić Paprocice za 1000 grzywien. 
Paprocice ulokowano w rzeczywistości na terenie nieistniejącego już Zerzęcina. Lokacja Zerzęcina z 1369 r. nie powiodła się i już w 1374 r. teren ten przyłączony został do Ratajów czyli do obszaru Wólki Milanowskiej. Stan taki utrzymywał się jeszcze w XV w.
Granice Paprocic wyznaczała rzeka Mostki od granic należącej do biskupa włocławskiego wsi Ząbkowa Wola (obecnie Zamkowa Wola) do granic dóbr Krzysztofa Mieleckiego, z drugiej zaś strony miała się rozciągać tak, jak z dawna oznaczono, do granic dóbr konwentu. Od lokowania w roku 1580 wieś była zwolniona z dziesięciny do 1592 r., po czym miała płacić rocznie 20 florenów polskich. Dziesięcina ta należała do stołu opata. W roku 1584 opat Tomasz Polanowski zamierzał przeznaczyć dochód z przyszłej dziesięciny w Paprocicach na prebendę dla kościoła klasztornego, ale śmierć udaremniła ten zamiar. 
Od Bartosza Paprockiego Paprocie otrzymał jego bratanek, Stanisław Paprocki, który w roku 1599 zrzekł się tej wsi na rzecz Stanisława Czelatyńskiego. Następnie Paprocice albo Paprocka Wola „przeszła na dożywocie Barbary z Ożarowa Niemojewskiej”, a po jej śmierci wróciły do opactwa.
W roku 1662 pogłówne pobierane było od czeladzi folwarcznej i mieszkańców wsi. W roku 1673 pogłówne liczono od szlachcianki wdowy Niemojewskiej oraz 14 osób czeladzi folwarcznej i mieszkańców wsi. W roku 1679 Mikołaj Gośki, opat klasztoru świętokrzyskiego, nadał wójtostwo Paprocice swojej siostrzenicy z Wolskich, wdowie po Janie Kostro, na 30 lat. 
W latach 1780–82 przy podziale dóbr wchodzących w skład stołu opata Paprocice przydzielone zostały opatowi klaustralnemu  i należały do klucza starosłupskiego. Wieś posiadała wówczas 10 dymów – 8 zagrodników znanych jest z nazwiska: Franciszek Sala, Jan Sala, Wawrzyniec Sala, Kazimierz Stępień, Wawrzyniec Stępień, Ludwik Szczodrak, Mateusz Łebek i Antoni Czekaj. Pracowali oni po 2 dni tygodniowo pieszo i odrabiali po 2 łokcie oprawy. Wieś posiadała także jednego komornika nazwiskiem Łukasz Stępień – pracował on jeden dzień tygodniowo pieszo. O gruntach wiadomo że były słabe. We wsi była mała karczma ze stajnią. Subsidium charitativum wynosiło 64 zł. W roku 1787 Paprocice liczyły 47 mieszkańców, w tym 5 żydów. W roku 1819 wieś z karczmą należała do stołu opata świętokrzyskiego.
Podług spisu z 1827 roku we wsi było 11 domów i 98 mieszkańców.